# Maiar
Os Maiar (singular: Maia) são uma classe fictícia de seres do legendarium de J. R. R. Tolkien no gênero de alta fantasia. Seres sobrenaturais e angélicos, são "Ainur menores" que entraram no cosmos de Eä no início dos tempos. O nome Maiar vem da língua Quenya (uma das várias línguas construídas por Tolkien) a partir da raiz élfica maya-, que significa "excelente, admirável".
Comentadores observaram que, sendo imortais, os Maiar podem escolher encarnar-se completamente em corpos humanos na Terra Média, o que os torna suscetíveis à morte; Tolkien não explicou o que acontece com eles após a morte. Outros notaram que sua natureza semidivina e a capacidade de serem enviados em missões para cumprir propósitos divinos os tornam semelhantes aos anjos do Cristianismo.

## Descrição

### Ainur Menores
Tolkien afirmou que "Maia é o nome dos parentes dos Valar, mas especialmente daqueles de menor poder que os nove grandes governantes".
Na Valaquenta, Tolkien escreveu que os Maiar são "espíritos cuja existência também começou antes do mundo, da mesma ordem que os Valar, mas de menor grau". De acordo com a Valaquenta, muitos Maiar se associaram a um Vala específico; por exemplo, Salmar criou para seu senhor Ulmo grandes conchas que produzem a música do mar, conhecidas como Ulumúri, enquanto Curumo, que veio a ser conhecido na Terra Média como Saruman, estava com Aulë, o ferreiro. O ser antes conhecido como Mairon também estava com Aulë, antes de ser corrompido por Melkor e se tornar Sauron, o principal antagonista de O Senhor dos Anéis. Sauron continuou sua associação com a arte da forja ao se aliar aos ferreiros élficos de Eregion durante a Segunda Era, para que pudesse obter poder sobre os outros anéis ao forjar o Um Anel. Por outro lado, certos Maiar, como Olórin e Melian, desenvolvem associações com múltiplos Senhores e Rainhas Valar.
Sendo de origem divina e possuindo grande poder, os Maiar podem vagar pelo mundo invisíveis ou assumir formas de Elfos ou outras criaturas; esses "véus", chamados fanar em Quenya, podiam ser destruídos, mas seu verdadeiro ser não podia. Raramente os Maiar adotavam formas visíveis para Elfos e Homens, e, por isso, poucos Maiar têm nomes em suas línguas, e os elfos não sabem quantos Maiar existem.

### Maiar Nomeados
Apenas alguns Maiar são nomeados. Estes incluem os Chefes dos Maiar, Eönwë, o Arauto de Manwë, Rei dos Valar, e Ilmarë, a Aia de Varda, Senhora das Estrelas; Ossë e Uinen, espíritos que governam os mares e agem sob o Senhor das Águas Ulmo; Arien, guia do sol e um espírito de fogo não corrompido por Melkor; Olórin, o mais sábio dos Maiar; e Tilion, guia da lua e servo do Caçador dos Valar, Oromë.
Melkor (conhecido em Sindarin como Morgoth), o Vala maligno, corrompeu muitos Maiar a seu serviço. Entre os servos mais perigosos de Morgoth, chamados Úmaiar em Quenya, estão Sauron e Gothmog, Senhor dos Balrogs, grandes seres demoníacos de chama e sombra armados com chicotes flamejantes, e são considerados talvez mais poderosos que os dragões. Morgoth é eventualmente derrotado quando suas fortalezas são destruídas na Guerra da Ira pelos exércitos do Oeste liderados por Eönwë. A maioria dos Balrogs não sobreviveu à derrota de Morgoth, que marcou o fim da Primeira Era, embora pelo menos um se escondeu nas profundezas das Montanhas Nevoentas [en] até a Terceira Era.
A Maia Melian foi para a Terra Média antes da Primeira Era, onde se apaixonou pelo rei Élfico Elu Thingol, Rei do Manto Cinzento, e com ele governou o reino de Doriath. Quando a guerra com Morgoth chegou a Doriath, ela usou seus poderes para proteger e defender seu reino com um encantamento chamado Cinturão de Melian (List Melian em Sindarin). Ela teve uma filha com Thingol chamada Lúthien, considerada a mais bela e justa de todos os Filhos de Ilúvatar. Alguns descendentes notáveis de Melian através de Lúthien incluem Elwing, Elrond, Arwen, Elendil e Aragorn.

### Magos
Na Terceira Era, os Valar enviaram cinco Maiar à Terra Média para combater o mal de Sauron. Eles possuíam grandes habilidades manuais e mentais e assumiram a aparência de Homens, aparentemente idosos, mas com grande vigor. Sua missão era guiar elfos e homens ganhando confiança e disseminando conhecimento, não os governando com medo e força. Eles eram conhecidos como os Istari ou Magos, e incluíam Gandalf o Cinzento (Olórin ou Mithrandir, posteriormente Gandalf o Branco), Saruman o Branco (Curumo ou Curunír; ele mais tarde se autoproclamou Saruman de Muitas Cores), Radagast o Castanho (Aiwendil), e dois "Magos Azuis" (nomeados por suas vestes azul-marinho) mencionados brevemente em comentários sobre o desenvolvimento do legendarium de Tolkien, mas que não aparecem em suas narrativas.

## Análise
O teólogo Ralph C. Wood [en] descreve os Valar e Maiar como sendo o que os cristãos chamariam de anjos, intermediários entre o criador, chamado Eru Ilúvatar em O Silmarillion, e o cosmos criado. Como anjos, eles possuem livre-arbítrio e, portanto, podem se rebelar contra ele.
Grant C. Sterling, escrevendo em Mythlore, afirma que os Maiar se assemelham aos Valar por serem incapazes de morrer, mas diferem por poderem escolher encarnar completamente em formas como corpos humanos. Isso significa que, como Gandalf e os Balrogs, eles podem ser mortos. Ele observa que a incapacidade de Sauron de assumir forma corpórea novamente após sua derrota pode ser resultado de ter dado seu poder ao Um Anel, mas que o destino dos Maiar mortos permanece incerto.
Jonathan Evans [en], escrevendo na Enciclopédia de J. R. R. Tolkien, chama os Maiar de espíritos semidivinos e observa que cada um está ligado a um dos Valar. Ele afirma que eles têm "importância perpétua na ordem cósmica", citando a declaração em O Silmarillion de que sua alegria "é como um ar que respiram em todos os seus dias, cujo pensamento flui em uma maré tranquila das alturas às profundezas". Evans também observa que Arien e Tilion são centrais no mito de Tolkien sobre o Sol e a Lua.

### J. R. R. Tolkien
1. 1 2  Tolkien, J. R. R., "Words, Phrases and Passages", Parma Eldalamberon 17, p. 174.
2. ↑  Tolkien 1977, Quenta Silmarillion, Capítulo 1: "Do Início dos Dias"
3. 1 2  Tolkien 1977, "Valaquenta"
4. 1 2  Tolkien 1977, Valaquenta, "Dos Maiar"
5. ↑  Tolkien 1977, Quenta Silmarillion, Capítulo 11: "Do Sol e da Lua e a Ocultação de Valinor"
6. ↑  Tolkien 1977 descreve os chicotes flamejantes; Tolkien 1985 descreve prisioneiros de Morgoth torturados por Balrogs com flagelos; e o Balrog em Moria (Tolkien 1954a, "A Ponte de Khazad-dûm") está armado com um "chicote de muitas correias".
7. ↑  Tolkien 1984b, Parte II, "Turambar e o Foalókë", p.85: "ainda assim, de todos, eles [dragões] são os mais poderosos, exceto talvez os Balrogs".
8. ↑  Tolkien 1977, Quenta Silmarillion, cap. 24, p. 252.
9. ↑  Tolkien 1955, Apêndice A (III).
10. ↑  Tolkien 1980, "Os Istari", pp. 388 ff.
11. ↑  Tolkien 1977, p. 95